# لورا دیویس
لورا دیویس (به انگلیسی: Laura Davis) (زادهٔ ۲۱ آوریل ۱۹۸۴) شناگر اهل ایالات متحده آمریکا است.